# Leyla Tanlar
Leyla Tanlar (Istanbul, 13 dicembre 1997) è un'attrice turca.

## Biografia
Nata nel 1997 a Istanbul (Turchia), Leyla Tanlar si è diplomata presso una scuola superiore italiana. Ha completato gli studi universitari presso il dipartimento di media e arti visive dell'Università Koç. Dopo aver completato la sua formazione presso l'Accademia 35Buçuk, dal 2014 al 2017 ha avuto il suo primo ruolo nella serie televisiva Paramparça, in cui ha dato vita al personaggio di Cansu Gürpınar. Nel 2014 ha ricevuto il premio come attrice più promettente dall'Università Gelişim.
Nel 2018 dopo aver recitato nelle serie Mehmed: Bir Cihan Fatihi e Şahin Tepesi, nel 2019 ha ottenuto il ruolo principale di Şirin nella serie Ferhat ile Şirin. Successivamente, nel 2022 e nel 2023 ha interpretato il personaggio di Selma nella serie Güzel Günler. Nel 2024 e nel 2025 ha interpretato il personaggio di Sevilay Günser nella serie La notte nel cuore (Siyah Kalp).

## Filmografia

### Cinema
- Dönüş, regia di Uberto Pasolini (2025)

### Televisione
- Paramparça – serie TV, 97 episodi (Star TV, 2014-2017)
- Mehmed: Bir Cihan Fatihi – serie TV, 6 episodi (Kanal D, 2018)
- Şahin Tepesi – serie TV, 6 episodi (ATV, 2018)
- Ferhat ile Şirin – serie TV, 6 episodi (Fox, 2019)
- Kaçış – serie TV, 5 episodi (Disney+, 2022)
- Güzel Günler – serie TV, 26 episodi (Show TV, 2022-2023)
- La notte nel cuore (Siyah Kalp) – serie TV, 34 episodi (Show TV, 2024-2025)

## Doppiatrici italiane
Nelle versioni in italiano dei suoi film e delle sue serie TV, Leyla Tanlar è stata doppiata da:
- Laura Marcucci[15] ne La notte nel cuore[16]

## Riconoscimenti
- Pantene Golden Butterfly Awards
  - 2023: Candidata come Miglior attrice in una serie comica per Güzel Günler[17]
- Turkey Youth Awards
  - 2019: Candidata come Miglior attrice non protagonista in una serie televisiva per Şahin Tepesi
- Università Gelişim
  - 2014: Premio come attrice più promettente[10]